# Новомалинівка
Новомали́нівка — село в Україні, в Криворізькому районі Дніпропетровської області. Входить до складу Карпівської сільської громади. Населення — 409 мешканців.

## Географія
Село Новомалинівка знаходиться за 1,5 км від сіл Казанківка, Цвіткове і Зелений Став. По селу протікає пересихаюча Балка Дубова з загатою. Поруч проходить залізниця, станція Інгулець за 5 км.

## Історія
- 2002 — село Новомалинівка стало адміністративним центром сільської ради.
- До 2017 року орган місцевого самоврядування — Новомалинівська сільська рада.

## Населення

### Мова
Розподіл населення за рідною мовою за даними перепису 2001 року:
| Мова            | Кількість | Відсоток |
| --------------- | --------- | -------- |
| українська      | 375       | 91.69%   |
| російська       | 30        | 7.34%    |
| білоруська      | 1         | 0.24%    |
| інші/не вказали | 3         | 0.73%    |
| Усього          | 409       | 100%     |

## Економіка
- КП «Нове».
- ТОВ «Агрофірма Україна».

## Об'єкти соціальної сфери
- Фельдшерський пункт.
- Будинок культури.

## Інтернет-посилання
- Погода в селі Новомалинівка [Архівовано 20 грудня 2011 у Wayback Machine.]

1. ↑  Рідні мови в об'єднаних територіальних громадах України — Український центр суспільних даних